# 10 v. Chr.
Portal Geschichte | Portal Biografien | Aktuelle Ereignisse | Jahreskalender | Tagesartikel

◄ |
2. Jahrhundert v. Chr. |
1. Jahrhundert v. Chr. |
1. Jahrhundert |
►

◄ | 30er v. Chr. | 20er v. Chr. | 10er v. Chr. | 0er v. Chr. |
0er |
►

◄◄ | ◄ | 13 v. Chr. | 12 v. Chr. | 11 v. Chr. | 10 v. Chr. |
9 v. Chr. |
8 v. Chr. |
7 v. Chr. |
► |
►►
Staatsoberhäupter

## Ereignisse

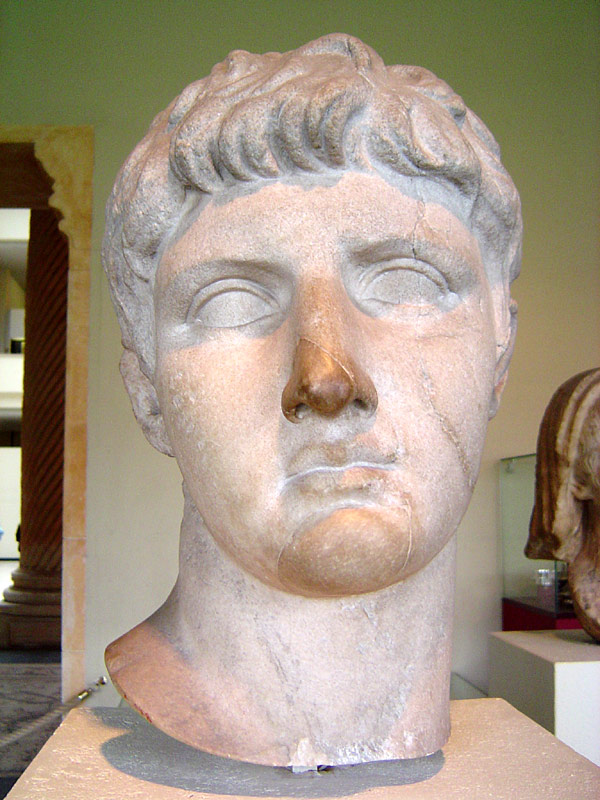
Büste des Drusus im Musée du Cinquantenaire (Brüssel)

- Drusus-Feldzüge: Der römische Feldherr Drusus baut bei Bingen eine hölzerne Brücke über die Nahe (Drususbrücke).
- Drusus zieht gegen die Chatten.

- um 10 v. Chr.: In Noviomagus Nemetum (heute: Speyer) wird ein römisches Lager gegründet.

## Geboren
- 1. August: Claudius, römischer Kaiser († 54 n. Chr.)
- Herodes Agrippa I., König von Judäa († 44 n. Chr.)
- um 10 v. Chr.: Domitia Lepida, römische Adlige († 54 n. Chr.)
- um 10 v. Chr.: Philon von Alexandria, Philosoph († nach 40 n. Chr.)
- um 10 v. Chr.: Marcus Verrius Flaccus, römischer Grammatiker

## Gestorben
- um 10 v. Chr.: Vitruv, römischer Architekt, Ingenieur und Schriftsteller (* um 65 v. Chr.)